# Липец
 Тази статия е за селото в България.  За селото в Северна Македония вижте Липец (община Виница).  
Липец е село в Южна България.
То се намира в община Смолян, област Смолян.

## География
Село Липец се намира в планински район.